# 郭瑾 (美國外交官)
郭瑾（1959年—），美國外交官，科羅拉多州科林斯堡人，先祖為德裔出身，2020年起就任美國印太司令部司令外交政策顧問。其歷任美國國務院教育文化局首席副助卿、美國駐蒙古大使等職，並為第一位女性出身的美國駐廣州總領事及美國在台協會第一任女性發言人。郭大使通曉中文、法語、義大利語、西班牙語及塞爾維亞-克羅埃西亞語。

## 學歷
- 科羅拉多學院政治科學、歷史及語言學士[8]
- 約翰·霍普金斯大學保羅·H·尼采高級國際研究學院（英语：Paul H. Nitze School of Advanced International Studies）碩士[8]
- 美國國防大學碩士[8]

## 經歷
- 1988年：加入外交體系任職[10]
- 1989年—1992年：美國駐南斯拉夫大使館助理文化官[9]
- 1992年—1994年：國務院外交學院（英语：Foreign Service Institute）及台灣台北中文進修[9]
- 1994年—1997年：美國在台協會台北辦事處新聞官[9]兼發言人[6]
- 1997年—2000年：美國駐孟買總領事館（英语：Consulate General of the United States, Mumbai）助理新聞文化官[9]
- 2000年—2003年：美國駐華大使館助理文化官[9]
- 2003年—2007年：美國駐上海總領事館新聞文化領事[9]
- 2008年—2010年：國務院亞太局公共外交事務處副處長[9]
- 2010年—2011年：美國常駐北大西洋公約組織代表處新聞文化顧問[10]
- 2011年—2012年：國務院公共事務局（英语：Bureau of Public Affairs）高階顧問[10]
- 2012年—2015年：美國駐廣州總領事[10]
- 2015年—2017年：美國駐蒙古大使[1]
- 2017年—2019年：國務院教育文化局首席副助卿[7][8]，任內曾暫代助卿[3]
- 2020年—：美國印太司令部司令外交政策顧問[7]

## 個人生活
郭瑾的漢名取自清末革命家秋瑾，以對其展示尊敬。其丈夫郭甫睿（Fritz Galt）為作家，曾協助創立外交官眷屬報刊和網站，夫妻兩人育有一女一子。